# 10-й отдельный танковый батальон

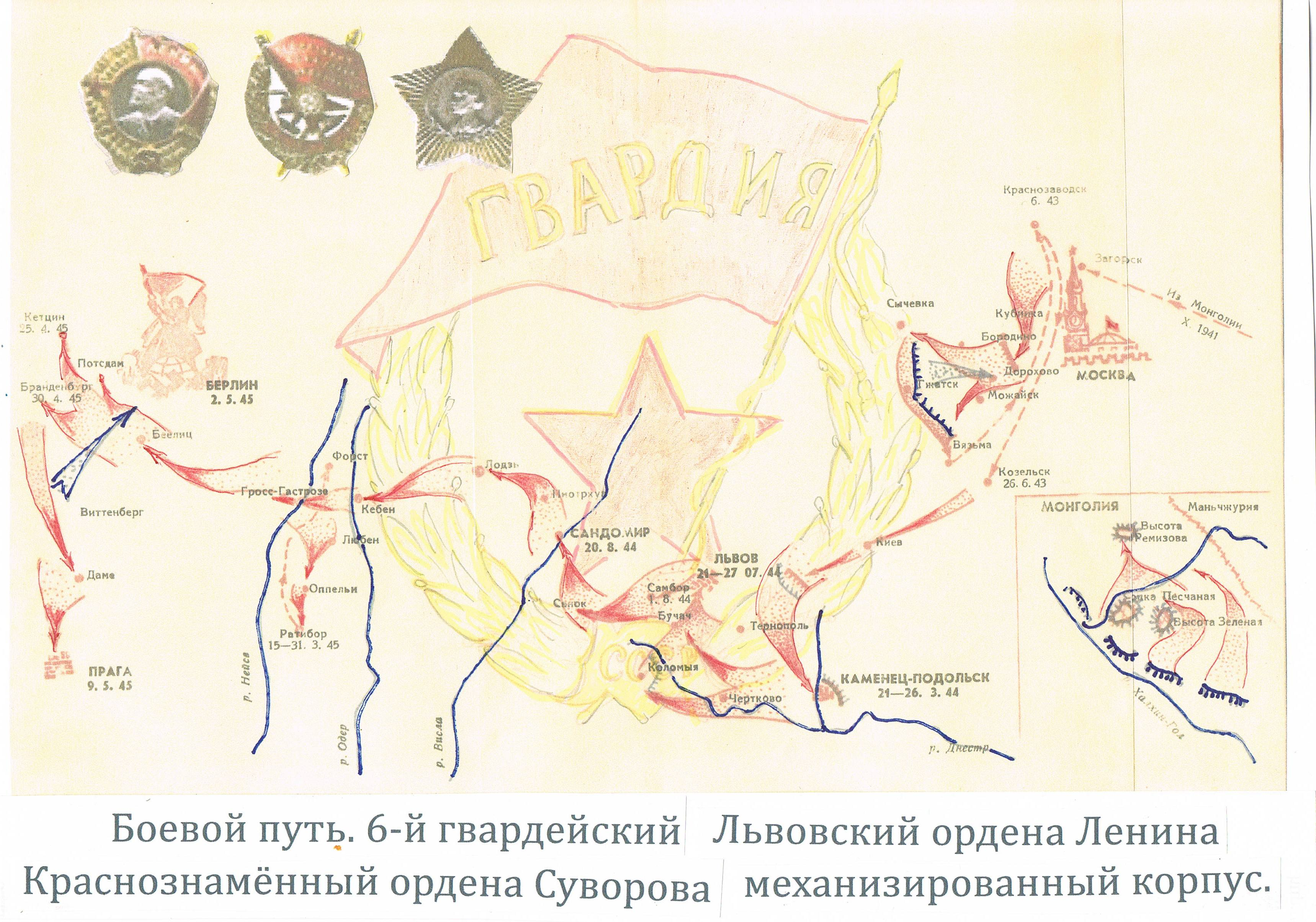
Боевой путь 6-й гвардейской мотострелковой дивизии

10-й отдельный танковый батальон 6-й гвардейской мотострелковой Львовской ордена Ленина, Краснознамённой, ордена Суворова дивизии Группы советских войск в Германии

## История

### История формирования
10-й отдельный танковый батальон сформирован в 1962 году в составе 6-й гвардейской, Львовской, ордена Ленина, Краснознамённой, ордена Суворова мотострелковой дивизии, с пунктом дислокации Фюрстенвальде (населённый пункт между городами Берлин и Франкфурт-на-Одере).
Формировал 10 отб его первый командир подполковник М. Кузьмин. Из частей 20-й гвардейской общевойсковой армии брали по одной роте вместе с техникой и личным составом и передавали на укомплектование батальона.
В 1964 году 10 отб в полном составе был передислоцирован в Берлин Карлхорст. Главная задача — Ведение широкомасштабных боевых действий в Западном Берлине.
Первоначально в Берлине батальон находился на территории Берлинской бригады на Герман Дункер штрассе (ныне Тресков аллее).
В 1967 году батальон вновь поменял место дислокации и занял военный городок у пересечения Цвизелер штрассе и Роберт Зиверт штрассе. Располагавшийся здесь ранее 133-й омсб 6-й отдельной мотострелковой бригады был перемещён в её расположение.

### Операция «Дунай»
С 21 мая по 11 ноября 1968 года 10-й отб участвовал в операции «Дунай».
21 мая батальон получил сигнал тревоги и выдвинулся на станцию погрузки, совершил 250 км марш по железной дороге и сосредоточился на юге ГДР в лесу в 6 км от границы c Чехословакией. Здесь с мая по август 1968 года батальон принимал участие в стратегических манёврах и учениях «Небесный щит» и … других.
Утром 20 августа командир 10-го отб Алексеев А. Н. получил распоряжение готовить машины к маршу, вскрыть цинки с патронами, гранаты снарядить запалами, экипажам танков получить боеприпасы к личному оружию.
20 августа 1968 года батальон получил боевой приказ: пересечь государственную границу с ЧССР, совершить 170-километровый ночной марш по горным дорогам Чехословакии и к 6.00 21.08.1968 года выйти на восточную окраину Праги… . Блокировать местные военные городки, не дать возможности попасть в них офицерам и вывести войска из городков… .
12 сентября 1968 г. батальон вышел из Праги и сосредоточился около неё. 11 ноября 1968 года батальон выведен из ЧССР и 12 ноября 1968 года прибыл в место постоянной дислокации Берлин.
С 21 августа по 11 ноября 1968 года батальон выполнял боевую задачу, в районе пригорода Праги. Потерь в батальоне не было.
За успешно выполненную боевую задачу, приказом Министра обороны СССР № 242 всему личному составу 10-го отб объявлена благодарность, а комбат гв. подполковник Алексеев А. Н. и командир роты капитан Христич были награждены орденами Красной Звезды.
Весной 1970 года личный состав батальона перешёл на новую форму одежды.
Осенью 1970 года 10 отб перевооружён на танки Т-55, которые прибыли из 45 гв. тп (Веймар). Выведенные за штат Т-54 были отправлены в СССР.
В 70-е годы в состав батальона входили:
- пять танковых рот;
- взвод подвоза;
- инженерно-сапёрный взвод;
- взвод связи;
- взвод разведки;
- ремвзвод;
- хозяйственный взвод

Всего в батальоне насчитывался 51 танк Т-55: танковые роты имели на вооружении по 10 танков (в каждой роте 3 взвода по три танка плюс танк командира роты) и танк комбата. По два танка из каждой роты входили в учебно-боевую группу и постоянно находились в учебном центре Мюльрозе. Боксов для хранения боевых машин не было, укрытая брезентом техника стояла в парке под открытым небом.
В 1976 году произошло перевооружение 10 отб. Весь личный состав, за исключением командира батальона и нескольких офицеров, а также вся техника были выведены в Союз. На смену танкам Т-55 к концу года из внутренних округов пригнали новые Т-64А с экипажами. Одну из рот сделали учебной и в полном составе отправили на полигон в Мюльрозе. В это же время была снесена старая казарма и в 1977 году построена новая. Казарму возводили наши, а внутренней отделкой занимались немцы. Тогда же в парке боевых машин были построены боксы для техники.
К 1979 году изменилась структура батальона — теперь он насчитывал 31 танк (три танковых роты по 10 танков Т-64А в каждой) плюс танк комбата. При этом три машины составляли учебно-боевую группу и постоянно находились на полигоне в Мюльрозе. Кроме того, в батальоне имелись БМП-1, БАТ-М и мостоукладчик МТУ-20. Все вспомогательные подразделения были сведены в хозяйственную роту.
В начале 80-х годов батальон продолжал интенсивно развивать свою инфраструктуру, на территории части развернулось большое строительство. Было отремонтировано находившееся в аварийном состоянии двухэтажное здание возле плаца, куда и был перемещён штаб батальона. В это же время на территории батальона базировалось автопредприятие ТБП-92 (торгово-бытовое предприятие № 92)

### История батальона в фотографиях

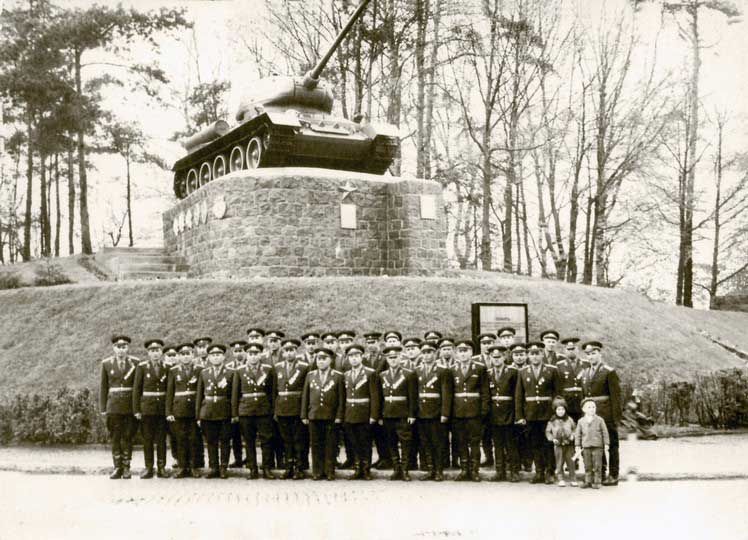
Алексеев А.Н. с танкистами 81-го гв. мсп после установки на постамент танка "Мать-Родина". Эберсвальде 1965.
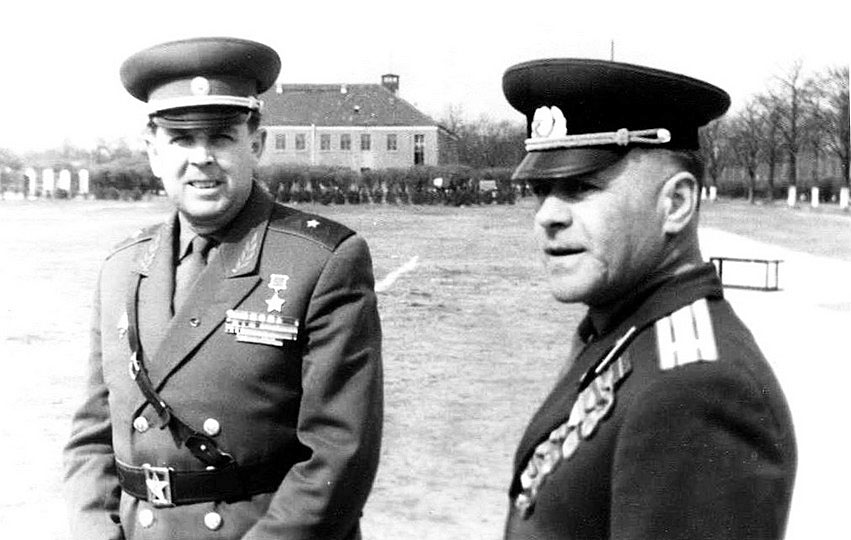
Командир 6-й гв. мсд генерал-майор Писарев Г.И. и комбат Алексеев А.Н.
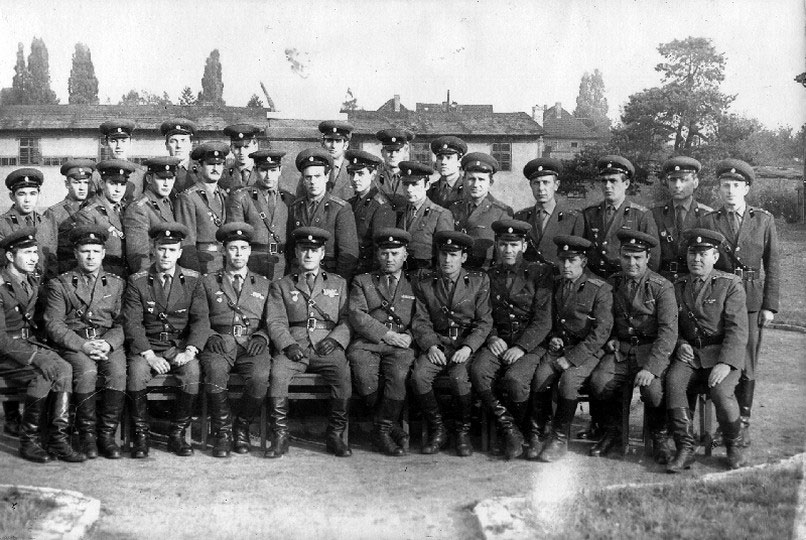
10-й отб с командиром Алексеевым А.Н.. Карлхорст 1967.
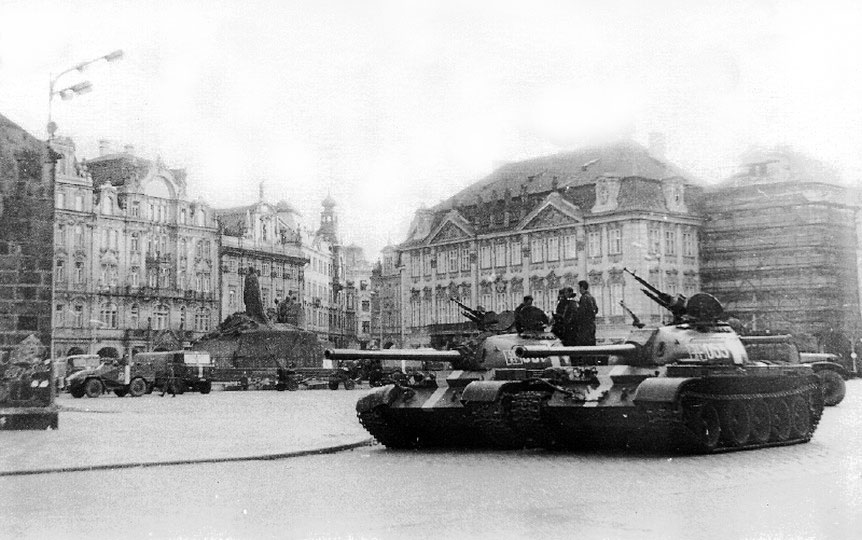
10-й отб (5-я тр) в Праге. Август 1968.
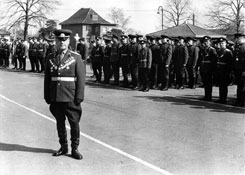
10-й отб. Алексеев на плацу батальона. Берлин 1968.
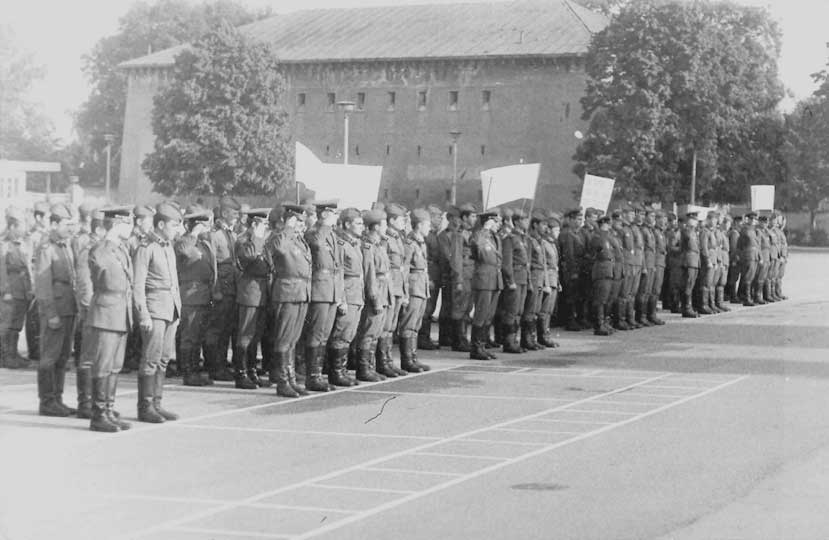
10-й отб на построении. Берлин-Карлхорст 1983.

### Переформирование дивизии и батальона
В 1985 году в соответствии с директивами Министра обороны СССР № 314/1/00900 от 4 декабря 1984 года и Генерального штаба ВС СССР № 314/3/0224 от 8 февраля 1985 года 6 гвардейская мотострелковая дивизия была переформирована в 90 гвардейскую танковую Львовскую ордена Ленина Краснознамённую ордена Суворова дивизию (второго формирования). Произошёл обмен нумерацией (c № 6 на № 90) и типом (с мотострелковой на танковую дивизию) с Витебско-Новгородской гвардейской дважды Краснознамённой дивизией Северной Группы Войск (Польша). При этом 16-й и 82-й гв. мсп также сменили тип и нумерацию, отдав свои номера в Витебско-Новгородскую дивизию. Во Львовской же, в свою очередь, появились 6-й гв. тп и 215 гв. тп.
В апреле 1985 года 10-й отб был преобразован в 3-й танковый батальон 215-го гвардейского танкового полка (второго формирования) 90-й гв. тд.. На момент переформирования 10 отб имел в своём составе три танковые роты по 13 танков Т-64А в каждой (плюс танк комбата — итого 40 танков). После переформирования структура батальона изменилась — три роты по 10 танков Т-64А плюс танк комбата (итого 31 танк). При этом высвободившийся после сокращения личный состав был отправлен дослуживать в Бернау.
Начальник штаба майор Чечетов Ф. Г. лично отвез и сдал Боевое Знамя 10 отб в Вюнсдорф в штаб ГСВГ.
Боевое Знамя 10 отб хранится в Знаменном фонде Центрального музея Вооружённых Сил в Москве.

### Вывод войск
В 1989 году начался вывод войск из Германии. Первыми выводились части 20-й гвардейской общевойсковой армии 32-я гвардейская танковая дивизия(Ютербог) и 25 гвардейская танковая дивизия(Фогельзанг). 215-й гв. тп был переподчинён 25-й гв. тд и выведен в Союз.
В 1989 году 10-й отдельный танковый батальон (3-й танковый батальон 215-го гвардейского танкового полка (второго формирования)) 25-й гв. тд расформирован.

## Командование батальона
Командиры батальона
- 1962—1963 подполковник Кузьмин М.
- 1963—1964 подполковник Мясников
- 05.11.1964 — 31.10.1966 гвардии подполковник Мика, Василий Яковлевич
- 1966—1970 гвардии подполковник Алексеев Александр Николаевич[3]
- 1970—1974 подполковник Аксёнов Михаил Григорьевич
- 1974—1975 майор Еремин
- 1975—1977 подполковник Журавлёв Владимир Иванович
- 1977—1980 подполковник Яруллин
- 1980 майор Лисовой
- 1980—1981 майор Шичкин Анатолий Николаевич
- 1981— ноябрь 1982 майор Нужин Сергей Александрович
- ноябрь 1982— июнь 1985 майор Карпов Сергей Михайлович

Мика В.Я. (1925-2000)

Заместители командира батальона